# Christiaan Lodewijk van Hessen-Darmstadt
Christiaan Lodewijk van Hessen-Darmstadt (Bouxwiller (Elzas), 25 november 1763 - Darmstadt, 17 april 1830) was een Duits veldheer. Hij was de jongste zoon van Lodewijk IX van Hessen-Darmstadt en Henriëtte Caroline van Palts-Zweibrücken.
Hij vocht als generaal-luitenant mee met het Nederlandse leger van de latere koning Willem I tegen het Franse leger, waarbij hij zwaargewond werd tijdens de slag bij Menen (13 september 1793). In 1795 begeleidde hij de Nederlandse vorst op zijn vlucht naar Engeland.
Voor zijn aandeel in het verslaan van Napoleon ontving hij op 3 augustus 1815 van koning Willem I het Grootkruis in de Militaire Willems-Orde.